# 声を聴かせて
「声を聴かせて」（こえをきかせて）は、工藤静香の通算17枚目のシングル。1992年8月21日にポニーキャニオンから発売された。

## 概要
表題曲「声を聴かせて」は、初めて工藤が出演しないドラマ（日本テレビ系『教師夏休み物語』1992年7月1日〜9月23日放送）の挿入歌として使用された。作詞はおなじみの松井五郎（4作連続）であるが、曲のイメージが工藤に合っているため「私自身が作詞したと思われるの」と音楽雑誌のインタビューで語っていた。
この曲が初めてファンの前で披露されたのは、CD発売前の1992年に行われたコンサートツアーでのこと。ツアータイトルは『静香のコンサート'92“声を聴かせて”』。ビデオソフトが1992年9月18日に発売されており、2007年9月19日発売の『Shiuka Kudo THE LIVE DVD COMPLETE BOX』で初DVD化された。
ミュージック・ビデオはショートヘア姿で歌っており、音楽番組にも同様のヘアスタイルで出演していた。
カップリング曲「南風!!吹く前に…」は工藤自身が作詞を手掛けている。

## 収録曲
全作曲：後藤次利／編曲：後藤次利・高尾直樹
1. 声を聴かせて（6分36秒）　
作詞: 松井五郎
2. 南風!!吹く前に…（4分28秒）　
作詞: 愛絵理
3. 声を聴かせて（less vocal）

## 収録アルバム
声を聴かせて
- Best of Ballade "Empathy"
- Super Best
- ミレニアム・ベスト
- Shizuka Kudo 20th Anniversary the Best
- My Heartful Best -松井五郎コレクション-

※オリジナルアルバムには未収録
南風!!吹く前に…
- 20th Anniversary B-side collection